# Angela Németh
Angéla Németh o Angéla Ránky después de su matrimonio (Budapest, 18 de febrero de 1946 - ibídem, 5 de agosto de 2014) fue una atleta húngara especializada en el lanzamiento de jabalina.
Compitió por su país de nacimiento en los Juegos Olímpicos de 1968 celebrados en Ciudad de México, donde consiguió ser campeona olímpica y ganar la medalla de oro. Un año después, participó en el Campeonato Europeo de Atletismo de 1969 celebrado en Atenas (Grecia) donde ganó la medalla de oro con un lanzamiento de 59,76 metros.
Fue elegida la deportista del año de Hungría en 1968 y 1969, por las medallas conseguidas en los Juegos Olímpicos y el Europeo.